# Case d'Olivier de Sanderval en Guinée
La case d'Olivier de Sanderval est une maison située au bord de l'océan Atlantique dans l'enceinte du Musée national de Sandervalia à Kaloum ; elle a été la maison de l'explorateur français Aimé Olivier de Sanderval en 1897.
La maison est classée au titre de monument historique depuis 1960.
Une autre case en Guinée porte également le nom d'Aimé Olivier de Sanderval, dans la ville de Donghol-Touma.